# Schichtarbeit
Mit Schichtarbeit (oder Schichtdienst; englisch shift work) wird in der Wirtschaft eine Arbeitsgestaltung bezeichnet, bei der verschiedene Arbeitnehmer nach einem bestimmten Zeitplan versetzt nacheinander am selben Arbeitsplatz eingesetzt werden, so dass sie ihre Arbeit innerhalb eines bestimmten Zeitraums zu unterschiedlichen Zeiten verrichten müssen.

## Allgemeines
Schichtarbeit wird durchgeführt, wenn in einem Unternehmen länger als die übliche Tagesarbeitszeit gearbeitet werden soll oder aus anderen Gründen auch außerhalb der üblichen Tagesarbeitszeit Tätigkeiten oder Bereitschaftsdienste erforderlich sind. Durch Schichtarbeit wird die maximal mögliche Betriebszeit effizienter genutzt.
Der Begriff Schichtarbeit findet eher in der Privatwirtschaft Verwendung, Schichtdienst hingegen häufiger im öffentlichen Dienst. Auf größeren Schiffen werden sowohl die Schichten als auch der zugehörige Teil der Schiffsbesatzung seit jeher als Wache bezeichnet. In Krankenhäusern wird der nächtliche Anteil des Schichtdienstes traditionell als Nachtdienst bezeichnet.
In manchen Branchen ohne durchgehende Schichtarbeit sind auch die Begriffe Frühdienst und/oder Spätdienst gebräuchlich. In anderen wieder müssen sich Bedienstete lediglich für Notfälle zur Verfügung halten (siehe Bereitschaftsdienst).

## Arten
Schichtarbeit wird als nicht kontinuierliche Schichtarbeit bezeichnet, wenn die Arbeitszeit am Ende des Arbeitstages unterbrochen wird, in der Regel bei einem Zweischichtbetrieb mit Früh- und Spätschicht (auch Mittagsschicht genannt). Von kontinuierlicher Schichtarbeit spricht man, wenn rund um die Uhr, also auch in einer Nachtschicht gearbeitet wird. Wird die kontinuierliche Schichtarbeit an Wochenenden unterbrochen, liegt teilkontinuierliche Schichtarbeit vor, sonst vollkontinuierliche Schichtarbeit, wenn auch die Wochenenden einbezogen sind. Muss ein Arbeitnehmer Schichtarbeit zu unterschiedlichen Tageszeiten leisten, handelt es sich um Wechselschicht.

## Übliche Schichtsysteme
Im Industriebereich sind folgende Systeme weit verbreitet:
Zweischichtbetrieb
der als Faustregel zwei nacheinander liegende 8-Stunden-Schichten und damit eine Kapazitätsnutzung von 16 Stunden pro Tag ermöglicht.
Dreischichtbetrieb
der wie oben beschrieben einen Rundum-Betrieb in der Woche ermöglicht.
Vier- oder Fünfschichtbetrieb („vollkontinuierliches Schichtsystem“, „Vollkonti“)
der einen kontinuierlichen Arbeitsbetrieb 7 Tage und 24 Stunden ermöglicht.
Je nach tariflicher Arbeitszeit der Mitarbeiter nutzt man bei „Vollkonti“ vier oder fünf Schichtgruppen. Beim Vierschichtbetrieb ergibt sich eine Wochenarbeitszeit von 42 Stunden für den Mitarbeiter. Liegt die Arbeitszeit darunter – was die Regel ist – gleicht man das durch zusätzlich gewährte Freischichten aus. Betragen die tariflichen Arbeitszeiten unter 38 Stunden pro Woche, wird das Arbeitszeitmanagement der Freischichten (es sind ja auch noch Urlaub und Feiertage und Zusatzfreischichten für die Arbeit an Sonn- und Feiertagen vorzusehen und Krankheit auszugleichen) sehr aufwändig, und es entstehen tendenziell arbeitswissenschaftlich ungünstige Arbeitsprofile für Beschäftigte. Dann bietet sich Fünfschichtbetrieb an. Die Arbeitszeit beträgt in diesem Fall 33,6 Stunden pro Woche. Eine höhere tarifliche Arbeitszeit führt dann zu so genannten Verfügungsschichten, die zum Krankheitsausgleich oder zur Weiterbildung eingesetzt werden können. Gerade Fünfschichtmodelle erlauben arbeitswissenschaftlich verhältnismäßig günstige Modelle.
Je nach Art des Betriebs können auch andere Schichtsysteme oder überlappende Zeiten zur Arbeitsübergabe eingeplant werden. Die genauen Regelungen zu Arbeitszeiten werden im Allgemeinen in den Tarifverträgen grundsätzlich festgelegt und in Betriebsvereinbarungen für das jeweilige Unternehmen oder den Standort detailliert.
Üblicherweise wird die Schicht des einzelnen Beschäftigten turnusmäßig gewechselt; es gibt aber auch Modelle (in Deutschland wenig verbreitet), in denen nur für eine bestimmte Schicht eingestellt wird (Dauernachtdienst beispielsweise). Schichtarbeit und „flexible Arbeitszeit“ gehen teilweise nahtlos ineinander über.

## Gestaltungsaspekte bei Schichtarbeit
Bei der Gestaltung von Schichtarbeitsplänen sind verschiedene Aspekte zu berücksichtigen. Hierbei bietet es sich an, zwischen gesetzlichen Anforderungen, die vollumfänglich umzusetzen sind, und arbeitswissenschaftlichen Gestaltungsempfehlungen, die in größtmöglichem Umfang einzubinden sind, zu differenzieren.

### Gesetzliche Rahmenbedingungen in Deutschland
Das deutsche Arbeitszeitgesetz (ArbZG) regelt verschiedene Aspekte, die insbesondere für die Schichtplanung relevant sind. Demnach gilt:
- Die durchschnittliche werktägliche Arbeitszeit von 8 Stunden gemäß § 3 ArbZG muss eingehalten werden (täglich nicht mehr als 10 Stunden).
- Die Arbeitspausen während der Arbeitszeit von insgesamt 30 Minuten (ab 6 Arbeitsstunden) bzw. 45 Minuten (ab 9 Arbeitsstunden) nach § 4 ArbZG müssen gewährleistet sein.
- Nach Arbeitsende muss nach§ 5 Abs. 1 ArbZG eine ununterbrochene Ruhezeit von mindestens 11 Stunden gewährt werden.
- Mindestens 15 Sonntage im Jahr müssen gemäß § 11 Abs. 1 ArbZG beschäftigungsfrei bleiben.

### Österreich
Das österreichische Arbeitszeitgesetz (AZG) und das Arbeitsruhegesetz(ARG) enthalten Regeln, die insbesondere für die Schichtplanung relevant sind.
- Die tägliche Normalarbeitszeit darf 9 Stunden gemäß §4a AZG nicht überschreiten, wobei es zahlreiche Ausnahmen gibt.
- Wenn die Arbeitszeit mehr als 6 Stunden beträgt, ist sie mit einer Pause von 30 Minuten zu unterbrechen, wobei es zum Teil Möglichkeiten gibt, diese zu teilen (§ 11 AZG).
- Nach Arbeitsende muss nach § 12 AZG eine ununterbrochene Ruhezeit von mindestens 11 Stunden gewährt werden, wobei es Ausnahmen gibt.
- Die wöchentliche Ruhezeit ist bei Schichtarbeit anders geregelt als bei sonstiger Arbeit. Laut § 4 ARG umfasst sie im Regelfall zumindest 36 Stunden ab Samstag 13:00. Es gibt Ausnahmen.
- Sonntagsarbeit erfordert die Erfüllung von Ausnahmebestimmungen im ARG bzw. in der entsprechenden Verordnung[5].

### Schweiz
In der Schweiz darf die Arbeitszeit 11 Stunden pro Schicht, Arbeitspausen inbegriffen, nicht übersteigen. Wird in zwei Schichten tags und abends gearbeitet, muss der Arbeitnehmer in beiden Schichten zu gleichen Teilen zum Einsatz kommen. Dabei muss die Arbeitszeit so organisiert sein, dass kein Arbeitnehmer länger als 6 Wochen hintereinander in derselben Schicht zum Einsatz gelangt. Mit dem Einverständnis des betroffenen Arbeitnehmers kann die Wechselperiode von 6 Wochen verlängert oder abgeschafft werden, wenn Arbeitnehmer aus besonderen persönlichen Gründen nur am Morgen oder am Abend arbeiten können; oder eine der beiden Schichten wesentlich kürzer ist und nicht mehr als 5 Stunden beträgt.

## Arbeitswissenschaftliche Gestaltungsempfehlungen
Um dem Ziel einer menschengerechten Schichtarbeitsgestaltung näherzukommen, gilt es, möglichst viele arbeitswissenschaftliche Gestaltungsempfehlungen in die Schichtplangestaltung einzubeziehen. Jedes Schichtsystem enthält spezifische Nachteile, sodass es keinen Schichtplan geben kann, der alle arbeitspsychologischen und sozialen Bedingungen in wünschenswerter Weise erfüllt.
Es existieren hierzu verschiedene Kriterien, mit Hilfe derer sich Schichtplangestaltung als Optimierungsproblem mit mehreren Nebenbedingungen darstellen lässt.
Bezüglich der Nachtschichten ist es sinnvoller, wenige Nachtschichten einzustreuen, da bei vielen hintereinanderliegenden Nachtschichten Schlafdefizite akkumuliert werden und das Unfallrisiko steigt. Aufgrund der negativen Folgen von Nachtarbeit wird empfohlen, diese so weit wie möglich zu vermeiden bzw. zu reduzieren und möglichst nicht mehr als drei aufeinanderfolgende Nachtschichten zu absolvieren. Belastungen durch Nachtarbeit sollten durch Ruhepausen mit mindestens zwei Tagen Ruhezeit im Anschluss an die Nachtschichtphase ausgeglichen werden. Auch in Bezug auf Früh- und Spätschicht empfiehlt es sich, maximal drei hintereinanderliegende Schichten zu verplanen. Hinsichtlich der Rotationsrichtung bei der Schichtabfolge haben sich Vorwärtswechsel von der Früh-, in die Spät und anschließend in die Nachtschicht als arbeitnehmerfreundlich erwiesen. Dabei wurde festgestellt, dass Beschäftigte in vorwärts rotierenden Systemen weniger Beschwerden haben als Beschäftigte in rückwärts-rotierenden Systemen. Vermieden werden sollte die Schichtfolge Nacht-Frei-Nacht ebenso wie einzelne Arbeitstage (einzelne freie Tage) zwischen längeren Freiphasen (längeren Arbeitsphasen).
Als Gestaltungsempfehlung für die maximale Anzahl hintereinanderliegender Arbeitstage hat sich eine Phase von maximal fünf bis sieben Arbeitstagen etabliert. Längere Arbeitszeiten verursachen überdurchschnittliche Ermüdungserscheinungen und führen dazu, dass umso mehr Zeit zur Erholung benötigt wird. So ermöglichen auch längere Arbeitsphasen zwar prinzipiell größere Freizeitblöcke, führen aber zugleich zu einem größeren Anteil aus dem Freizeitblock, der zum Abbau der angehäuften Ermüdung notwendig ist. Bei kontinuierlicher Schichtarbeit ist darauf zu achten, dass die Beschäftigten am Wochenende wenigstens zwei zusammenhängende freie Tage erhalten, da für Schichtarbeiter/-innen soziale Kontakte vielfach nur am Wochenende möglich sind. Dies können beispielsweise die Kombinationen Freitag/ Samstag, Samstag/ Sonntag oder Sonntag/ Montag sein.
Pausen in der Schicht reduzieren Belastungen und Unfallrisiken.
Grundsätzlich können folgende Maßnahmen die Belastungen durch Schichtarbeit eindämmen: Berücksichtigung aktueller arbeitswissenschaftlicher Erkenntnisse, kurzzyklische Belastungswechsel innerhalb der Schicht, Freizeitausgleich statt Geldzuschläge, Angebote zur Reduktion der wöchentlichen Arbeitszeit (z. B. in Form von Wahlarbeitszeit), Teilzeit, alternsgerechte Gestaltung von Schichtarbeit und ein früher Beginn von Maßnahmen zur Belastungsreduktion, um negative Langzeiteffekte zu minimieren.

## Wechselschicht
Wechselschicht ist ein Arbeitszeitmodell, das auf der Schichtarbeit basiert. Bei Wechselschicht ändert sich die Arbeitszeit nach dem Schichtkalender in einem regelmäßigen Rhythmus, um alle eingebundenen Mitarbeiter gleichmäßig zu belasten. Nach einer Nachtschicht führen die Regelungen des Arbeitszeitgesetzes zu einer Freischicht, um eine ausreichende Erholung zu gewährleisten. Das Gleiche gilt für Arbeiten an Wochenenden. Neben den Freischichten werden je nach Tarifvertrag auch finanzielle Zahlungen geleistet. In Tarifverträgen kann eine Mindestzahl von Schichtwechseln in einer Periode vorgeschrieben sein, damit Vergünstigungen aus dieser Form der Arbeit für die betroffenen Mitarbeiter über die Perioden verstetigt werden (z. B. zur Wahrung des finanziellen Besitzstandes).

## Gesundheitliche Risiken
Schichtarbeit birgt ein gegenüber der Arbeit zu regelmäßigen Arbeitszeiten erhöhtes gesundheitliches Risiko, insbesondere dann, wenn Nachtarbeit eingeschlossen ist. In vielen Ländern sind bei Nachtarbeitern deshalb ärztliche Kontrollen vorgeschrieben. Häufige mit (Nacht-)Schichtarbeit verbundene Erkrankungen sind Schlafstörungen, Kopfschmerzen, Depressionen, Magengeschwüre, Bluthochdruck, Herz- und Kreislauferkrankungen. Kontinuierliche Schichtarbeit ist physisch belastend und behindert soziale Aktivitäten (Sport, Familie etc.). Oft werden die Ruhezeiten beeinträchtigt. So ist zum Beispiel der Schlaf nach einer Nachtschicht meist kürzer und schlechter als geregelter Nachtschlaf.
Die Bedeutung der psycho-sozialen Belastungen für die Gesundheit wird oft unterschätzt. Jüngere Forschungsergebnisse zeigen Hinweise auf eine positive Korrelation von Schichtarbeit und Krebserkrankungen. Größere Bedeutung wird dabei insbesondere den bei Nacht- und Schichtarbeit veränderten Melatoninspiegeln beigemessen. Die Störung der physiologischen circadianen Rhythmik führt unter anderem zu einer eingeschränkten Melatoninproduktion und folglich erniedrigten Spiegeln. Die Internationale Agentur für Krebsforschung (IARC) führt Schichtarbeit seit dem 5. Dezember 2007 in der offiziellen Liste wahrscheinlich krebserregender Agenzien („probably carcinogenic to humans“).
Eine zusätzliche Arbeitsbelastung ergibt sich bei Schichtarbeit durch die laufenden (Teil-)Anpassungen des Circadianrhythmus. Um diese zu vermindern, wird insbesondere empfohlen, mit eingestreuten Nachtschichten, also nicht mehr als vier Nachtschichten hintereinander, zu arbeiten.
Längere Schichten (beispielsweise 12-Stunden-Schichten) sind oft beliebt, weil sie mehr freie Tage oder mehr Geld bringen. Sie bergen aber auch erheblich höhere Belastungen wegen des über eine Zeit der Beanspruchung exponentiell steigenden Belastungsverlaufes und damit ein deutlich erhöhtes Unfallrisiko. Das Unfallrisiko der Beschäftigten steigt nach der 7. bis 9. Arbeitsstunde exponentiell an. Auch bei mehreren direkt hintereinander folgenden Schichtarbeitstagen steigt das Unfallrisiko. 12-Stunden-Schichten sind nach dem Arbeitszeitgesetz deswegen nur unter besonderen, belastungsarmen Arbeitsbedingungen oder nur ausnahmsweise gestattet.
Nachgewiesene Auswirkungen von Schichtarbeit sind Schlafstörungen sowie eine hohe psychische Beanspruchung. Weitere mögliche Folgeerscheinungen sind chronische Müdigkeit, Magen-Darm-Beschwerden, Herz-Kreislauf-Erkrankungen und ein reduziertes allgemeines Wohlbefinden. Erhöhte Risiken für Diabetes mellitus und für Krebserkrankungen werden in der Wissenschaft diskutiert. 2019 stufte die Internationale Agentur für Krebsforschung (IARC) Nachtarbeit als wahrscheinlich krebserregend ein (Gruppe 2A). Erkrankungen, die im Zusammenhang mit Schichtarbeit auftreten, sind oft multifaktoriell bedingt, z. B. durch falsche Ernährung, zu wenig Bewegung und einen kritischen Konsum von Nikotin, Coffein und Alkohol.
Sehr frühe Beginnzeiten – womöglich noch verbunden mit langen Anreisewegen – bringen eine ähnliche Belastung wie Nachtschichten. Dauernachtschichtsysteme verringern zwar die Belastungen aus sonst stattfindenden Teilanpassungsleistungen des Circadianrhythmus, begünstigen dafür aber häufig erhebliche andere Probleme wie zum Beispiel Desozialisierungstendenzen, Alkoholmissbrauch und Drogenabhängigkeit.
Gesundheitliche Risiken im Zusammenhang mit Schichtarbeit sind für Betroffene oft schwer direkt abschätzbar. Erstens scheiden diejenigen, die nicht mehr wollen oder können, aus und sind infolgedessen nicht mehr in der Statistik vorhanden („Healthy-Worker-Effekt“). Zweitens handelt es sich meist um sehr langsam und im Aufbau nicht oder nur schwer wahrnehmbare Schädigungen, die dann „überraschend sichtbar“ werden.

## Branchen
Schichtarbeit kommt in allen Unternehmen und Organisationen vor, bei denen an jedem Tag und zu jeder Stunde gearbeitet werden muss oder bei denen die Betriebszeit die tägliche oder wöchentliche Arbeitszeit erheblich überschreitet. Sie ergeben sich aus der Notwendigkeit, lange Servicezeiten zu bieten (Krankenhaus, Polizei, Feuerwehr, Justizvollzug, Verkehr, Kraftwerk) oder aus den hohen Kosten, die bei einem Stillstand von Anlagen entstehen würden (Stahlindustrie, Chemieanlagen, Nahrungsmittel- und Getränkeindustrie), oder generell aus der Notwendigkeit, hohe Anlageninvestitionen durch entsprechende Betriebszeiten zu amortisieren (Flugverkehr, Fertigungsstraßen in der Automobilindustrie). Auch im Bereich Customer Service werden zunehmend Telefonhotlines eingerichtet, die 24 Stunden am Tag erreichbar sind (z. B. bei Krankenversicherungen, IT- oder Kommunikationsdienstleistern). Diese Servicedienste werden von Unternehmen oft an Callcenter ausgelagert.

## Schifffahrt
Auf Schiffen und Bohrinseln sind kürzere Arbeitsabschnitte üblich: vier Stunden Wache, acht Stunden Freiwache; siehe auch Glasenuhr, Hundswache.